# Lambda (anatomia)

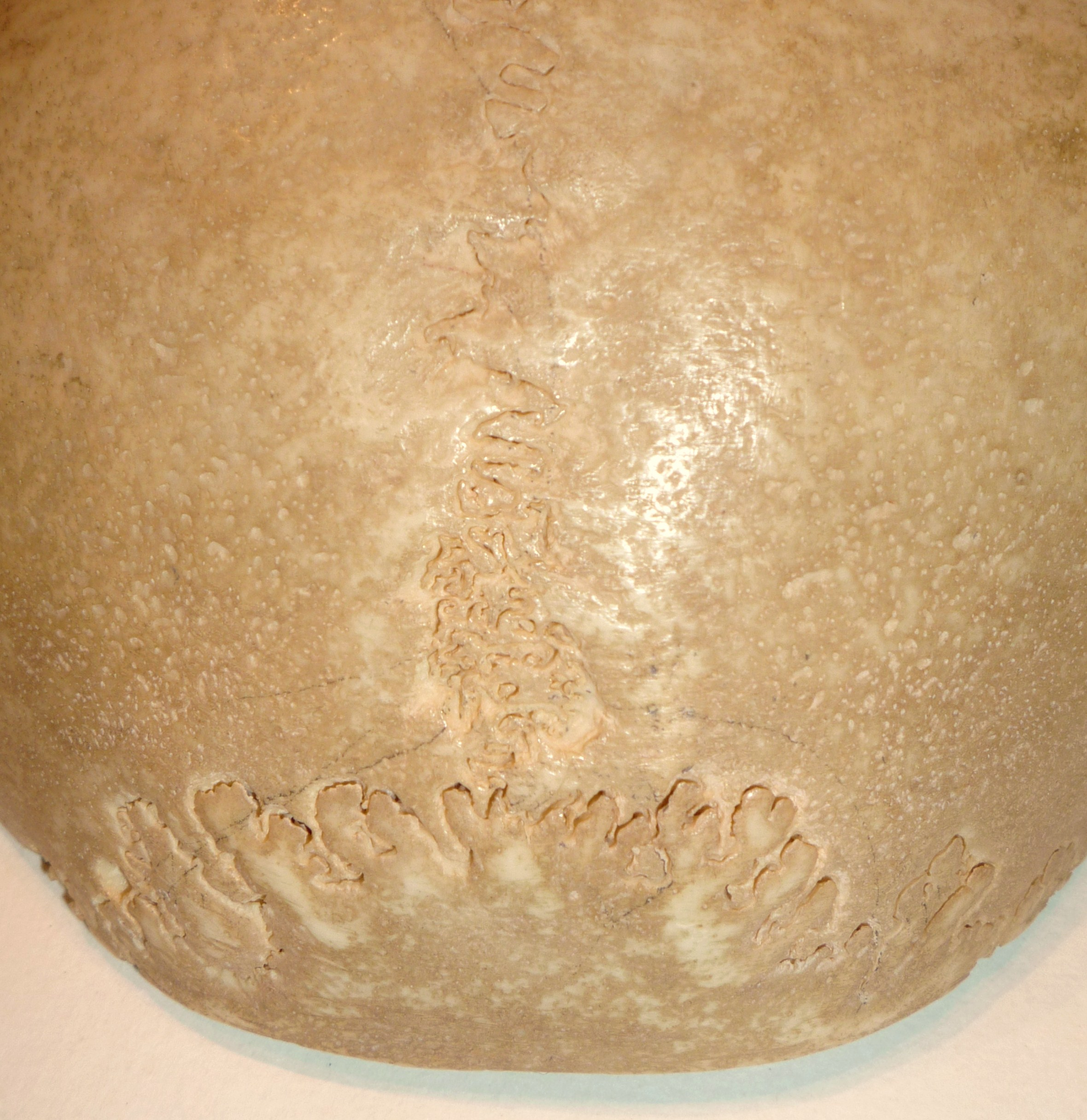
Vista postero-superiore del cranio che evidenzia il lambda

Il lambda è un punto craniometrico mediano, posto all'estremo posteriore del cranio e individuato dalla convergenza di due suture del cranio:
- la sutura sagittale, che si instaura tra le due ossa parietali
- la sutura lambdoidea, che si instaura tra la squama dell'osso occipitale e le due ossa parietali.

Il suo nome deriva dalla sua somiglianza con la lettera lambda dell'alfabeto greco.